# Okenia pilosa
Okenia pilosa is een slakkensoort uit de familie van de Goniodorididae. De wetenschappelijke naam van de soort is voor het eerst geldig gepubliceerd in 1983 door Bouchet & Ortea.